# Cosmètica ecològica
La cosmètica ecològica o també coneguda com a cosmètica biològica, es coneix com un tipus de cosmètica composta a partir d'ingredients d'origen natural i de procedència ecològica. Per poder garantir l'origen biològic, el procés ha de constar d'un sistema de cultiu basat en la utilització de recursos naturals, i ha d'evitar tot tipus de químic o modificació genètica artificial.
Tots els ingredients utilitzats han de ser respectuosos amb el medi ambient, els quals no causin cap tipus de danys a l'ecosistema, tant en la vegetació com en la fauna.

## Requisits de la cosmètica natural ecològica
Per tal que un producte cosmètic es certifiqui com a producte ecològic ha de complir amb els requisits implantats per la empresa certificadora. L'empresa Europea Eco Cert exigeix els requisits següents:
- Els ingredients han de ser d'origen natural i vegetal. (Certificació ecològica)
- Ús d'embalatges biodegradables o reciclables.
- Els cosmètics no poden estar provats amb animals.
- El producte no pot contenir ingredients transgènics o nanopartícules.
- Sense ingredients procedents del petroli, com fosfats, parabens, parafines, polietilenglicol (PEG) o formaldehid, entre d'altres.

- El producte cosmètic ha d'haver estat produït sense contaminar ni perjudicar el medi ambient.

- Tots els ingredients que contingui el producte han d'estar certificats amb el sistema de producció de l'empresa fabricant, passant per la revisió rigorosa i sotmesos a l'aprovació de l'empresa certificadora.

## Diferència entre la cosmètica ecològica i la natural
La diferència principal que hi ha entre la cosmètica natural i l'ecològica es troba en el cultiu d'ingredients. La cosmètica natural no requereix la procedència ecològica. En canvi tota cosmètica certificada com a biològica, requereix una procedència de cultiu totalment ecològic. A més a més, els recursos naturals utilitzats en el procés de fabricació han de ser respectuosos i responsables amb el medi ambient. En canvi, la cosmètica natural no necessita un seguiment dels recursos naturals utilitzats per ser certificada.
La cosmètica natural a diferència de l'ecològica, ha d'estar certificada amb el segell nature . Aquest segell implica un 50% com a mínim d'ingredients naturals dins del producte (no de cultiu ecològic).També pot contenir ingredients d'origen animal com la llet, la mel... Només ha de contenir un 5% d'ingredients procedent de cultiu ecològic. Pot contenir un 10% de productes sintètics, els quals busquen acabar de lligar la composició.
La cosmètica ecològica ha de constar d'un percentatge molt més alt d'ingredients ecològics. El percentatge com a mínim ha de ser del 95%. Aquesta no pot contenir productes d'origen animal ni d'origen sintètic. Si no es així, el producte no podrà aconseguir el certificat ecològic oficial.

## Producció agrícola ecològica
Alguns dels vegetals o plantes necessaris per a l'elaboració de cosmètica biològica són cultivats en camps de conreu ecològic, els quals consten d'una producció responsable i moderada. Tot el que es cultivat en camps de conreu ecològics forma part d'una producció agrícola ecològica.
En el procés de cultiu, reg, sembra o recol·lecta no s'utilitza cap tipus de producte químic o sintètic, per tal de no modificar el producte. Els productes químics es substitueixen per productes naturals, que duen a terme la mateixa funció. Poden ser utilitzats com insecticides o adob. A partir del procés agrícola ecològic es poden obtenir substàncies totalment naturals per elaborar tot tipus de cosmètica lliure de químics.
El conreu ha de constar d'un sistema ambientalment sostenible. Per aquest motiu els ingredients que formen la substància són respectuosos amb el medi ambient, no causen cap tipus de danys a l'ecosistema, tant en la vegetació com en la fauna. A diferència dels productes tradicionals no contenen transgènics, silicones, fenoxietanol ni colorants. Els quals són perjudicials per a la salut, com afirmen els estudis realitzats per l'Acadèmia Francesa de les Ciències.

## Ingredients utilitzats
La majoria d'ingredients utilitzats en la cosmètica ecològica provenen de fruits, llavors i fulles. Aquests són utilitzats en quasi tots els àmbits de la cosmètica.
L'oli de rosa mosqueta és un dels més freqüents, per la seva composició rica en vitamina A, B1 i B2. És un oli vegetal que s'extreu de les llavors procedents de roses silvestres. Aquest oli és utilitzat per les seves propietats antioxidants i regenerants. L'oli de rosa mosqueta és molt potent, així que s'afegeix en petites quantitats.
Juntament amb l'oli de rosa mosqueta es troba l'Oli d'argània, també molt utilitzat en la cosmètica facial. Aquest s'obté dels fruits de l'arbre anomenat Arbrearhania spinosa. És un actiu que conté vitamina E, que serveix per hidratar i regenerar.
La mantega de Karité s'extreu de les llavors de l'arbre Butyrosperum. Té una funció semblant a l'oli d'Argan, ja que també conté vitamina A i E. En ser un hidratant tan eficaç també és utilitzat en el sector mèdic, per la cicatrització i cura de ferides.
Molts dels cosmètics ecològics estan fets a partir de vegetals i plantes. Els més utilitzats són els següents:
La flor de pedra és un vegetal que es troba en el desert. És capaç d'absorbir la humitat per regenerar les seves cèl·lules. Les seves fulles són part de molts cosmètics, gràcies a la seva funció regenerant.
L'Àloe vera de la mateixa manera que la flor de pedra creix en entorns secs i climes desèrtics. Al llarg de la història ha estat utilitzat per curar talls i cremades. Però de mica en mica s'ha anat incorporant a la cosmètica per la seva funció regeneradora. Té la capacitat de compensar els nivells de pH que és troben a la pell.
Alguns aliments també aporten beneficis per a la pell. Per aquest motiu molts d'ells són utilitzats per crear cosmètics lliures de químics. Per ser integrats en un cosmètic biològic han d'estar certificats, per tal de poder demostrar la procedència ecològica.
La pinya americana i l'Alvocat són exemples d'hidratants cutanis i desintoxicants. Gràcies a les seves vitamines i minerals són capaços d'absorbir les impureses i cèl·lules mortes de la pell, deixant-la neta i hidratada.
Tant plantes, llavors, o vegetals han de ser de procedència ecològica.

## Origen/història de la cosmètica natural
La humanitat ha estat utilitzant cosmètics al llarg de tota la història. S'han trobat dibuixos que pertanyen a l'època de l'antic Egipte on podem veure obres d'art on l'home i la dona decoraven els seus ulls i galtes amb pintures. L'objectiu era el mateix que l'actual, ser més atractius. Ells creien que quan més bells eren els seus cossos estaven més a prop dels seus deus. De manera que per ells la bellesa era una part molt important de la vida i la mort.
S'han trobat proves arqueològiques que demostren que els egipcis utilitzaven cosmètics, aquestes proves es poden datar en l'any 3500 aC. En tombes reals s'han trobat diferents tipus de pots o recipients on guardaven alguns dels cosmètics que feien servir. Es donava molta importància als productes cosmètics pel seu valor i eficàcia, al ser tant importants en la vida d'una persona, per aquest motiu normalment eren enterrats juntament amb el cos de la persona.En el, papir mèdic Ebers, s'anomena una crema contra les arrugues composta a partir d'encens, cera, oli de morgina i xiprer.
Per altra banda els grecs incorporen la importància del bany i els massatges en la seva vida quotidiana. És quan apareixen els kosmetes, professionals dedicats a la cura i la bellesa del cos.
Els Romans utilitzaven els olis essencials, tant amb medicina com en massatges, perfums i rituals. Aquest olis ajuden a combatre la pell seca i les arrugues. Utilitzaven ingredients com la cera d'abelles, l'oli d'oliva i l'aigua de roses. Aquesta civilització ja feia ús d'un dels ingredients actuals més utilitzat en la cosmètica natural, la lanolina.
Més tard, al llarg de l'edat mitjana, l' ús de cosmètics es va convertir en un privilegi per a la noblesa. Aquesta tendència va passar a ser totalment contrària,ja que duran l'època victoriana s'associava la cosmètica amb la prostitució i a la vulgaritat.
No és fins al segle xvi quan es crea el primer laboratori de productes cosmètics i medicinals. Aquest creat per als monjos de Santa Maria Novella.

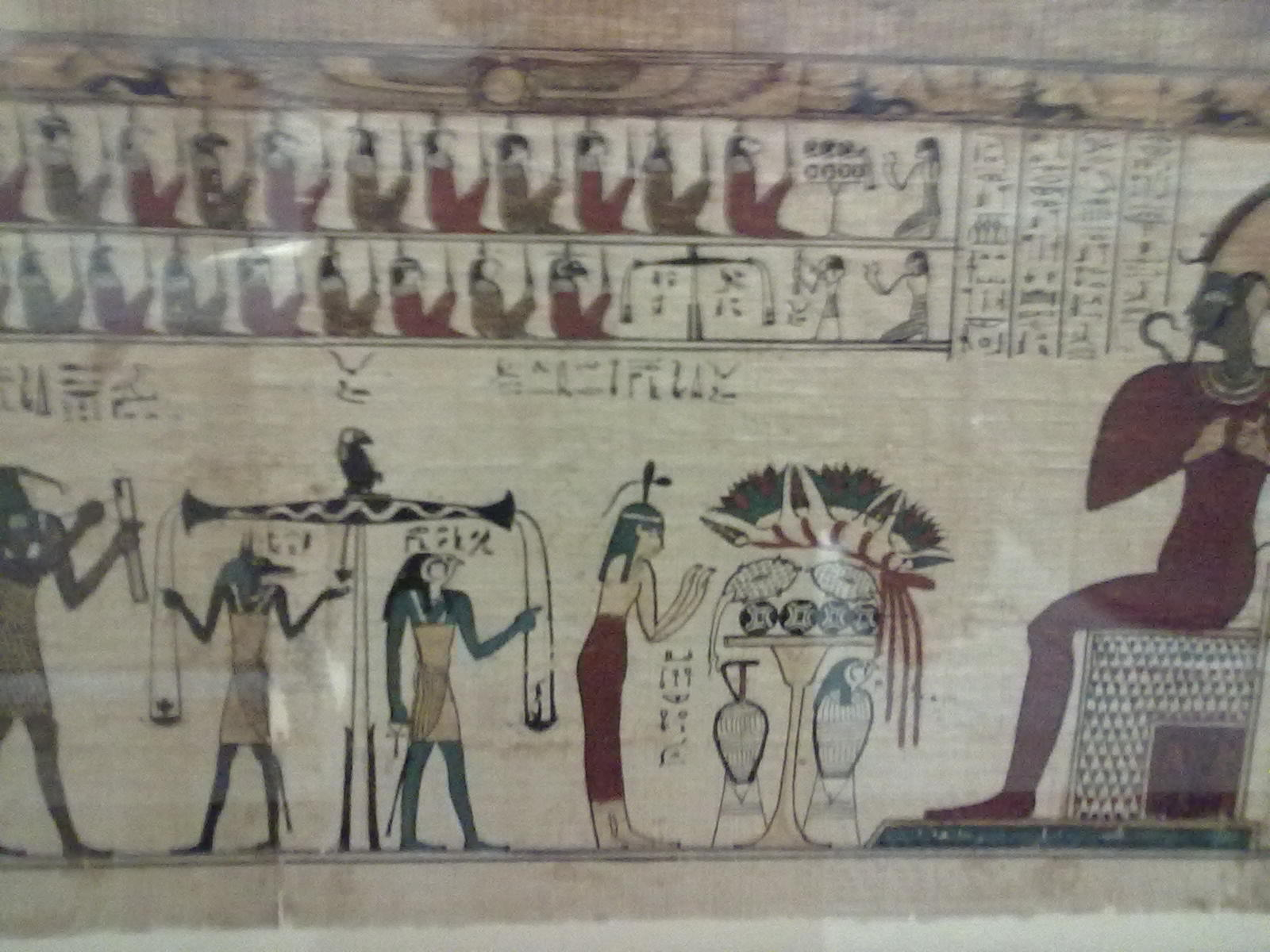

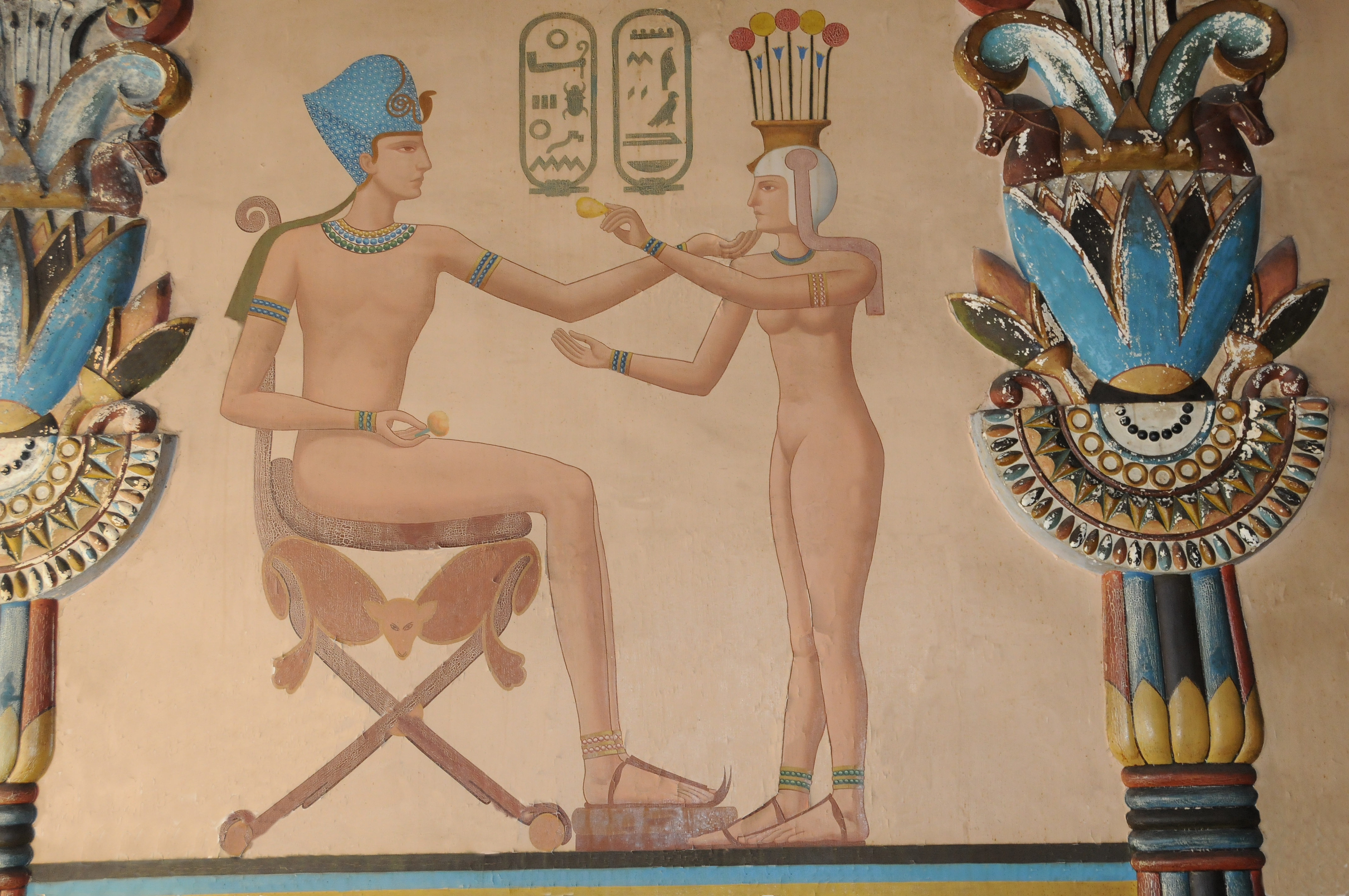
Antic jeroglífic egipci

## Certificats oficials
Per tal de certificar la procedència ecològica tant amb aliments com amb cosmètica s'utilitzen segells d'acreditació ecològica. En cada producte podem trobar un o més segells. Els segells són logotips que certifiquen la procedència biològica en diferents regions o països. Normalment cada certificació consta del logotip i d'un codi que fa referència a l'autoritat que l'aprova.
Tota la producció ecològica està regulada en base de la normativa ecològica. Aquesta inclou i regula l'ús de les expressions: eco, ecològic ,org, orgànic, bio i biològic. En la Unió Europea el reglament va ser actualitzat en l'any 2007, seguidament van ser actualitzats els reglaments d'aplicació. Per garantir el compliment de la normativa Europea existeixen diferents entitats de certificació autoritzades que realitzen controls addicionals. Les anàlisis i els controls es realitzen periòdicament al llarg dels anys. Per poder garantir al consumidor la compra de productes lliures de qualsevol component químic o pesticida és marca el producte amb un segell o aval de qualitat ecològica.
La certificació ecològica no és gratuïta. El pressupost canvia en funció del productor que ho sol·licita. Depèn si la producció es vegetal o de la indústria agroalimentària. La suma de tots els controls i requisits inevitablement augmenta el cost del producte final.
Espanya consta d'avals públics però no gratuïts. El control i la certificació de la producció ecològica a Espanya majoritàriament es duen a terme per organismes públics següents:
- Consell Català de la Producció Agrària Ecològica (ES-ECO-019-CT)
- Comitè d'Agricultura Ecològica de la Comunitat de Madrid
- Comitè d'Agricultura Ecològica de la Comunitat Valenciana (ES-ECO-020-CV)
- Consell Balear de la Producció Agrària Ecològica (ES-ECO-013-IB)
- Consell d'Agricultura i Alimentació Ecològica d' Euskadi (ES-ECO-026-VAS)
- Consell d'Agricultura Ecològica de la Comunitat de Castella i Lleó

En la reste d' Europa les certificadores solen ser privades.Entre d'altres trobem els segells següents :Ecocert, AB (França), Okö y Bio (Alemanya), Naturland, Eko (Holanda), Soil Association (Regne Unit) i Biogarantie (Bèlgica).